# Ifrit

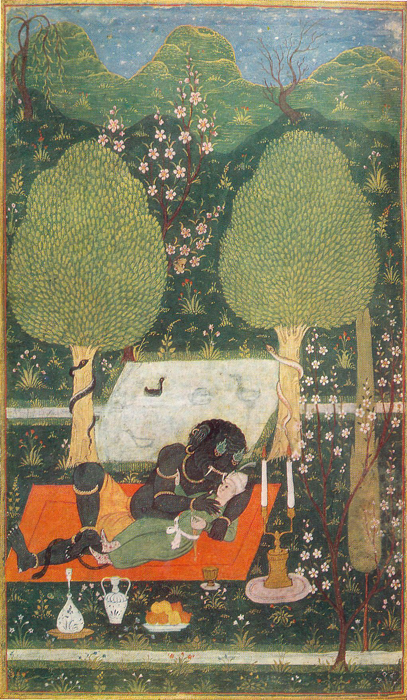
Ilustración de 1648, obra de un artista de Bujará, para un manuscrito iluminado del poema Hamsa, de Nezamí Ganyaví: Maján, que se halla en un jardín encantado, es abrazada por un efrit.

El ifrit o efrit (en lengua árabe, عفريت) es un ser de la mitología popular árabe preislámica. Generalmente se considera que es un tipo de genio dotado de gran poder y capaz de realizar tanto acciones benignas como malignas, con lo que presenta un carácter dual que no comparten los otros genios.

## Conceptos básicos de los ifrits
Llamados «la semilla de Iblís» en Las mil y una noches, estos monstruosos genios reciben este nombre (que significa literalmente, «poderosos») porque según la tradición árabe fueron los primeros en ser creados. Se consideran superiores a la raza humana porque, a diferencia del ser humano, creado de arcilla, ellos provenían «del mismísimo vaho del dios islámico Alá». El más emblemático entre todos ellos es Eblís o Iblís, «El Mentiroso» (después conocido como Shaitan), quien se negó a postrarse frente a Adán cuando lo ordenó Alá, porque consideraba al hombre ulterior e inferior, por haber sido creado de la tierra:

Entonces, cuando el Creador lo creó y le dio forma, Él ordenó a los ángeles postrarse ante Adán; y se postraron, pero no Iblís. (Allah) Dijo : “¿Qué te retiene de postrarte cuando te lo ordeno?” Él contestó: “No es mejor que yo: Tú me creaste del fuego, y a él de la arcilla”.
Corán, 7:10-12

Según el folclore, los efrit sienten especial resentimiento hacia los humanos, a quienes desean destruir a toda costa, ya que consideraron una gran ofensa el que se les obligara a postrarse ante la obra máxima del dios islámico Allah (ante Adán), y que algunos mortales como Suleymán (Salomón) encontraran medios mágicos para controlarlos. Incluso cuando están esclavizados y se les mandan tareas, son difíciles de tratar y muestran una actitud irónica y maligna, tratando de tergiversar las órdenes que se les da cada vez que pueden. Pueden tener muchas apariencias, pero suelen tomar la de un hombre bello o una mujer hermosa. Es muy complicado tratar con ellos. Hay ifrits de los dos sexos, y al igual que los Nefilim en la tradición del judaísmo, también pueden sentir atracción por los seres humanos, especialmente los ifrits masculinos, los que suelen secuestrar y/o violar a las mujeres que desean. 
En Las mil y una noches, Sulaymán, hijo de Daud, es considerado el Señor de los ifrit; y se indica que castigó a los ifrit rebeldes que se negaron a seguir la religión de Alah y someterse a su obediencia, encerrándolos en jarrones que tenían un sello de plomo, en el que figura impreso el nombre del Altísimo. La tradición sobre el poder de Salomón sobre los espíritus aparece también en Occidente, dentro del Ars Goetia.
En sus más benignas formas de comportamiento, suelen ser bromistas y embaucadores. Tienen una miríada de atributos, debido al efecto aglutinante que tuvo la extensión del islam respecto a las leyendas y supersticiones locales de los pueblos islamizados. 
Pueden ser invisibles o cambiar a voluntad de forma, haciéndose pasar por animales o presentándose con la apariencia de una mujer hermosa para visitar a los hombres por la noche, hacerles el amor y robarles la energía, como si se tratara de súcubos. Pueden también ser dominados a través de un objeto (como la lámpara maravillosa de Aladino) y convertirse así en esclavos de quien posea dicho objeto.
Los genios pueden ser causantes de ciertas formas de locura. La palabra árabe que designa al «loco» es maynun, que etimológicamente significa poseído por los genios. Pueden atravesar sólidas paredes sin dejar de tocar lo material y a los vivos, desplazarse a grandes velocidades, transfigurarse en seres humanos y suplantar a familiares y conocidos. El estado normal de un genio es el de invisible para los humanos, ya que Dios les proporcionó muchas habilidades, pero dificultó de esta forma que pudiéramos relacionarnos normalmente con ellos. Cuenta la tradición que al final de los días esta situación se invertirá y seremos nosotros quienes podamos verlos, obteniendo la ventaja que desde el principio del mundo atesoraron.
Otros ifrits son musulmanes, ayudan a los creyentes ocasionalmente y se comportan justamente para no tener que dar cuenta de malas acciones en el día de la Retribución. En el cuento árabe de Aladino y la lámpara maravillosa se menciona que el ifrit servidor de la lámpara es esclavo del gran ave rokh. En el mismo cuento se habla de un ifrit servidor de un anillo, menos poderoso que el servidor de la lámpara.

## Ifrits en la ficción y el folclore actuales
Aunque como figura mitológica ha perdido gran parte de su identidad fuera del Islam, la figura del ifrit ha pasado a tomar fuerza en el folclore actual a través de los medios de comunicación.

### Ifrits en la televisión
Los genios de la lámpara son los yinn; sin embargo, son conocidas las historias de genios que tergiversan los deseos de su amo, provocándole desgracias por formular mal sus anhelos, siendo éstos los ifrit. 
En la película Aladdín, de la compañía Disney, aparece el ejemplo de yinn servicial en el Genio de la lámpara, pero además se puede observar la figura del ifrit en su adversario, el hechicero Jafar, cuando desea convertirse en un genio. Jafar queda convertido en un genio agresivo, de color rojo y que más tarde, en El regreso de Jafar, desobedece las órdenes de su amo o las manipula a su conveniencia, haciendo su voluntad y adquiriendo apariencias muy diversas. 
En la serie de televisión American Gods aparece un efrit en la forma humana de un hombre árabe con gafas de sol conduciendo un taxi como modo de camuflarse entre los humanos. Sube un cliente, vendedor, también árabe y mantienen una conversación. Tras dormirse el taxista en un embotellamiento, el pasajero toca su hombro, despertandolo y dejando al descubierto su ojos en llamas. En ese momento, el cliente cuenta una historia de su  abuela sobre los ifrits o genios del fuego. Llegan al hotel y el pasajero lo invita a subir.
También en Los padrinos mágicos, aparece el mal llamado «genio» Norm, que es considerado un ifrit porque tergiversa los deseos de Timmy, haciéndolos divertidos para él, y desgraciados para el chico.
De igual manera se le puede ver en el anime, de la serie Bastard!!, donde aparece bajo la forma de un poderoso elemental de fuego que en un comienzo combate contra Dark Schneider y posteriormente, al ser derrotado por este, se convierte por voluntad propia en su siervo más leal y poderoso.
En otra serie anime de nombre Beyblade Shogun Steel el protagonista principal tiene una peonza de nombre Samurai Ifrit
También aparece en la serie True Blood, de HBO, como el demonio del humo y el fuego.
Un ifrit también es el espíritu acompañante de Hao Asakura, de la serie de anime Shaman King, conocido como «Espíritu del Fuego». Hao lo robó en su vida apache y este ha seguido fiel a él desde entonces.
También aparece en la serie de Disney Wizards of Waverly Place. En un episodio, Alex (Selena Gomez) libera a una Ifrit femenina que su padre guardaba en una lámpara. Alex le pide que no la comparen más con su hermano, lo cual ella tergiversa y hace que nadie recuerde a su hermano, para que así no la comparen más con él. Luego Alex le pide a la genio que «todos vean a mi hermano claramente» y la genio lo tergiversa y lo convierte en invisible.
También se le puede ver en la segunda temporada, en el episodio 14, de la serie Lost Girl, como un Ifrit en forma de mujer, que con solo tocar a su víctima la paraliza, provocándole una especie de ataque.
Así mismo, en las series Magi:The Labyrinth of Magic, Magi: The Kingdom of Magic y Magi: Sinbad no Bouken se le hace renombre a los "Djinn", los cuales son genios que lideran los calabozos y apoyan a los candidatos a rey en estas aventuras.
En la serie del Universo Cinematográfico de Marvel de Ms. Marvel, hay unos individuos que dicen ser djinn llamados Clandestinos, y aparentan ser ifrit debido a su malvado plan para fusionar su dimensión natal con la Tierra. Sin embargo según el líder de la antigua organización los Puñales Rojos no son djinn como tal, comparándolos dando ejemplo a Thor de cómo se tomaba en Oriente Medio a los individuos mejorados.
En la serie X-Files en el episodio 21 de la temporada 7 aparece una genio que tergiversa los deseos que le piden, y hace referencia a un efrit que conoció y la convirtió a ella en djinn, pero por su comportamiento ella misma sería un efrit también.

### Ifrits en los videojuegos
De lo que les sonará a muchos la figura del ifrit es de su aparición en diversos juegos, más en concreto en la saga Final Fantasy, donde hace las veces de espíritu invocable de elemento fuego para combatir en las batallas.
El ifrit de Final Fantasy ha sido un personaje invocable constante desde el Final Fantasy III, en el que se referían al espíritu como yinn, hasta la actualidad, con su denominación ifrit, en las últimas entregas de la saga. En la duodécima entrega es representado como una aeronave de la flota imperial de Arcadis, la cual tiene un gran arsenal de armas píricas.
En el juego en línea Adventure Quest Worlds El Ifrit es conocido como el Rey De los Djinn, que ayuda al personaje principal a derrotar al Señor del Caos Tibicenas en la Saga Sandsea.
En Prince of Persia el enemigo final del Príncipe Ratash, es un ifrit y el Príncipe lo derrota clavándole una espada en su corazón.
Igualmente, aparece en el Devil May Cry, pero como una pieza de equipo especial, un guantelete que el protagonista emplea a modo de guantes de lucha con fuego. También hace acto de presencia un ifrit en el juego Vagrant Story, como adversario a derrotar.
En Uncharted 3: La traición de Drake' existe una leyenda en la mitología islámica en la que unos ifrit destruyeron la mítica ciudad Ubar, lo que le llevó al rey Salomón (del cual la ciudad estaba bajo la jurisdicción de su reino) a arrojar a los genios en las profundidades del canal de agua de la ciudad, la saga da a entrar en duda de que si esos genios eran reales o alguna alucinación de alguna sustancia que proyecta los miedos de la gente que la consume.
Asimismo, el ifrit es una criatura que se puede reclutar en algunas partes de la saga de Heroes of Might and Magic dentro de los castillos de tipo Infierno.
En Assassin's Creed: Mirage, los genios son la reencarnación de los recuerdos de las personas descendientes de Isus, el genio de Basim (el protagonista del juego) es nada más que la psique del Isu malévolo Loki que le atormenta e le lleva a poseerle poco a poco.
También aparece en el juego Sonic and the Secret Rings, el cual es el ifrit del Fuego aunque también podría considerarse un ifrit al villano principal: Erazor Djinn aunque solo dicen que es un genio de la lámpara de la historia de Aladino.
En todas las versiones de Final Fantasy "Ifrit" aparece como un esper, a quienes puedes invocar.
En el juego Tales of Phantasia de SNES, al igual que en Tales of Eternia y Tales of Symphonia, el ifrit es el espíritu elemental del fuego quien luego de ser derrotado en batalla acepta hacer un contrato con el invocador que tenemos en el grupo para poder ser invocado en batalla y ayudar con sus ataques.
También aparece en el juego Ragnarok Online, donde se le representa como un gigante de fuego que al ser eliminado provee unos objetos preciados, entre estos unos anillos que permiten al jugador que se los equipa usar algunas habilidades aleatorias mientras ataca o es golpeado.
Otro juego en línea en el que aparece un ifrit es en Maplestory. Este no es un enemigo o jefe, sino una invocación de una de las diversas clases de este juego. El invocador es el Fire/Poison Arch Mage. El mago al conseguir la habilidad, puede invocar a Ifrit, el cual tiene atributos de fuego y sigue al jugador, atacando los enemigos cercanos a él.
En el juego God Of War Chains of Olympus. Hace aparición como el primer poder «oficial» de Kratos (por ser el juego un flashback)que se obtiene matando al rey persa del primer nivel, que se representa como un gigante que sale del cuerpo de Kratos y golpea el suelo con ondas de fuego dañando a los enemigos cercanos.
De igual forma, en el juegoThe Witcher, basado en las novelas del polaco Andrzej Sapkowski, el ifrit es un genio menor que proviene del elemento fuego. Son utilizados por los hechiceros que han logrado comprender y dominar al fuego en su totalidad, y aunque estos ifrits no son capaces de conceder deseos, son leales sirvientes; Hace una aparición más en el tercer juego de la saga, "The Witcher 3, The Wild hunt", como un Djin (al cual Geralt pidió un último deseo durante el primer libro de la saga) y en esta es el encargado de romper o no el último deseo para saber si Geralt y Yennefer estaban atados como amantes por el deseo del Djin del primer libro o si es amor verdadero lo que les une.
También es una de las unidades de los Alin, del juego Rise of Nations: Rise of Legends.
Un ifrit también aparece en el videojuego en línea Wizard101 una de sus muchas cartas, este se invoca y se considera la mejor carta, es un genio del fuego musculoso que se representa con barba y una corona ardiente.
De igual manera aparecen en el juego para móviles Summoner's War como personajes de gran poder en donde al ser despertados toman el nombre de Veromos (obscuridad), Akhamamir (viento), Tesarion (fuego) y Theomars (agua).
Ifrit es el último jefe del primer juego de la saga "Danball Senki" para PSP, el cual debe enfrentar Ban con ayuda de su LBX Odín.
En el videojuego en línea Survival Project, aparece como una figura humanoide gigante con cuernos hecha de fuego. Es el jefe final de Flame Quest 4, y es un minion en Flame Quest 5.

### Ifrits en el rol
En el juego de rol Dungeons & Dragons, los ifrit son uno de los cuatro tipos de genio, relacionados con el elemento fuego, y aparecen en otros juegos, tales como Aventuras en la Marca del Este.
Igualmente, hay cartas de Magic: el encuentro en las que se hace referencia a los ifrit.
También existe la carta «El genio místico de la lámpara» en el juego de cartas coleccionables Yu-Gi-Oh!

### Ifrits en libros
Los ifrits son referenciados en la saga de libros conocida como La Herejía de Horus en la forma del Escuadrón de Infiltración Effrit, una escuadra de operaciones especiales perteneciente a la Legión Alfa.